# Eutiner Kreis
Der Eutiner Kreis war eine Gruppe bedeutender Intellektueller und Künstler, die in Eutin zusammentraf, während es zwischen 1776 und 1829 eine kulturelle Blüte erlebte.
Zum Eutiner Kreis zählten der Sturm-und-Drang-Lyriker Friedrich Leopold Graf zu Stolberg, der Dichter und literarische Übersetzer Johann Heinrich Voß, der Dramatiker Heinrich Wilhelm von Gerstenberg, der Philosoph Friedrich Heinrich Jacobi, der Jurist und Schriftsteller Johann Georg Schlosser und der preußische Ministerialbeamte  für Kirchen- und Schulangelegenheiten Georg Heinrich Ludwig Nicolovius (1767–1839, ab 1813 Ehrenmitglied der Preußischen Akademie der Künste). Eutin wird seither auch als Weimar des Nordens bezeichnet. Der Kreis zerbrach schließlich über Differenzen zwischen Voß und Stolberg zur Bewertung der Französischen Revolution.
Der Eutiner Kreis darf nicht verwechselt werden mit dem 1936 gegründeten nationalsozialistisch geprägten Eutiner Dichterkreis, der sich selbst Eutiner Kreis nannte.